# Semen Wityk
Semen Wityk ukr. Семе́н Ві́тик (ur. 21 lutego 1876 w Gajach Wyżnych, zm. 10 października 1937 w Wierchnieuralsku) – ukraiński polityk, działacz społeczny i związkowy w Galicji.

## Życiorys
Był działaczem Ukraińskiej Partii Radykalnej, a w 1899 jednym z założycieli Ukraińskiej Partii Socjal-Demokratycznej. Przewodził w niej frakcji współpracującej z Polską Partią Socjalno-Demokratyczną Galicji i Śląska Cieszyńskiego.
23 lipca 1903 przybył do wsi Żyźnomierz podczas strajku chłopskiego, w konsekwencji został osadzony w areszcie śledczym w Buczaczu. Był posłem XI i XII kadencji Rady Państwa Austrii (1907-1918). Wiosną 1914 w prasie informowano o jego zniknięciu po rzekomym zaciągnięciu długów.
Członek Prezydium Kongresu Pracy Ukrainy oraz jeden z członków Ukraińskiej Rady Narodowej. W 1919 piastował stanowisko ministra do spraw Galicji w rządzie Ukraińskiej Republiki Ludowej. Pod koniec 1919 wyemigrował do Wiednia.
W latach 1923–1925 wydawał miesięcznik „Nowa Hromada”, o nastawieniu proradzieckim. Od 1925 członek Komunistycznej Partii Ukrainy (bolszewików). W 1925 wyemigrował do ZSRR i zamieszkał w Charkowie, gdzie pracował jako redaktor magazynu "Czerwonyj Kłycz". Aresztowany przez GPU USRR w marcu 1933 w tzw. sprawie Ukraińskiej Organizacji Wojskowej. 23 września 1933 skazany przez trójkę GPU na dziesięć lat więzienia. Wyrok odbywał w politizolatorze w Wierchnieuralsku. W czasie "wielkiego terroru", 3 października 1937 skazany przez trójkę NKWD obwodu czelabińskiego na karę śmierci za wyrażanie kontrrewolucyjnych poglądów i wrogość do kierownictwa partii i rządu w czasie odbywania kary, rozstrzelany. Zrehabilitowany 4 lipca 1958 przez sąd Kijowskiego Okręgu Wojskowego.